# Gabriel Ortiz López
Gabriel Ortiz López, més conegut com a Rompecascos, (Bilbao, 1920 - anys 80) va ser un aficionat de l'Athletic Club de Bilbao, conegut per trencar-se botelles de vidre al cap cada vegada que el seu equip marcava gol.
Era pescador. El 1933, amb 13 anys, va enfilar-se a un camió de peix per tal de presenciar la final de Copa de 1933, celebrada a Montjuïc. Arran d'una baralla de bar amb un mariner noruec, als 21 anys, va descobrir que no es veia afectat pels impactes de botella al cap. A partir d'aquell moment, va fer-se popular per trencar-se botelles al cap cada vegada que l'Athletic feia gol. També va ser ell qui popularitzà el famós crit d'Athlèeeeetic. El 1984, amb un estat de salut ja deteriorat, faria les seues últimes aparicions públiques.